# Oeneis ascerta
Oeneis ascerta är en fjärilsart som beskrevs av Masters och Thorwald Julius Sørensen 1968. Oeneis ascerta ingår i släktet Oeneis och familjen praktfjärilar. Inga underarter finns listade i Catalogue of Life.